# Eva Lilja
För koreografen se Efva Lilja
Eva Christina Lilja, född 20 augusti 1943 i Varberg, är en svensk professor emerita i litteraturvetenskap vid Göteborgs universitet. Hon är dotter till Einar Lilja, syster till Inger Larsson och moster till Åsa Uhlin. 

## Biografi
Efter att ha avlagt sin doktorsexamen 1981 ägnade Eva Lilja sig främst åt att utveckla metriken som ämne. På Svenska Akademiens uppdrag  skrev hon en svensk handbok i metrik under åren 1998–2004. Som professor i litteraturvetenskap har Eva Lilja primärt utvecklat tvärvetenskapliga analyser, introducerat den kognitiva poetiken samt skapat en rad olika metoder för undervisning i diktanalys.